# 万代南梦宫游乐
万代南梦宫游乐（日語：株式会社バンダイナムコアミューズメント）是一家经营游乐场和主題公園等游乐业务的日本公司，其前身为南梦宫，现为万代南梦宫控股旗下万代南梦宫体验（繼承生产、开发和销售游乐设备业务）的子公司。总部位于东京都港区。

## 概述

南梦宫时代的标志。现在仍在南梦宫店铺使用。

万代南梦宫游乐的舊标志。使用於2018年至2022年。

2006年3月31日，株式会社南梦宫（合并为万代南梦宫游戏，现名为万代南梦宫娱乐）的娱乐事业部和新开发事业部独立出来，并成立了新的株式会社南梦宫（第2代）。虽然公司名称与原来的南梦宫相同，但从公司法人的继承来说，该公司是一家独立的公司。2018年，改为现在的公司名称。
“南梦宫”（Namco）品牌在上述重组后的万代南梦宫游戏、万代南梦宫娱乐中继续作为游戏品牌使用，直至2014年品牌整合。

## 历史
- 2008年

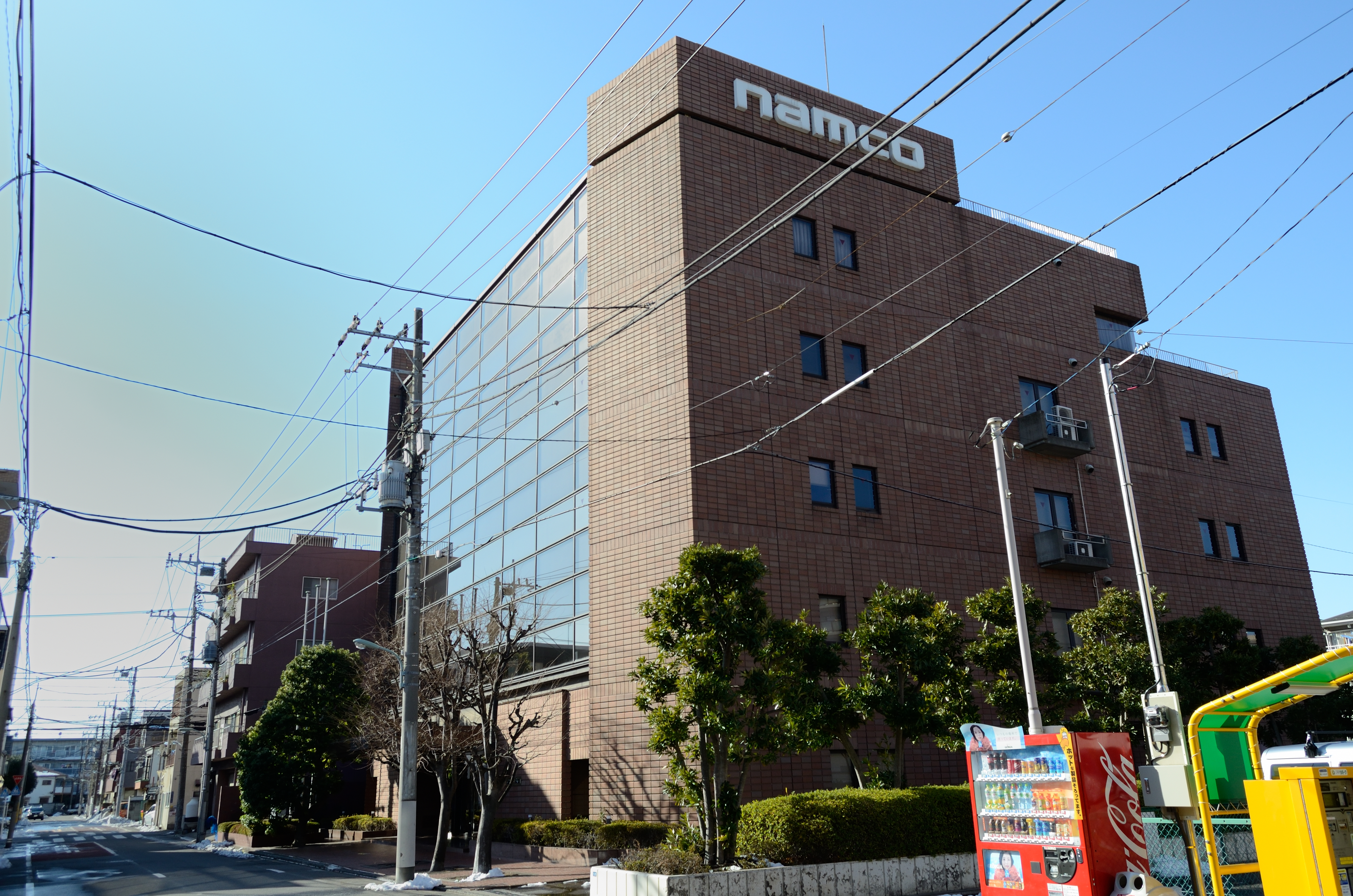
旧总部（大田区矢口，2014年）

  - 3月：将汤之川观光酒店的股份出售给Study，并退出集团。
  - 4月：由于萬普的业务重组，Pleasure Cast和浅草花屋敷成为子公司。
- 2014年
  - 9月：总公司从1985年旧南梦宫时代的大田区矢口迁至港区三田[1]。
- 2018年
  - 4月1日：继承了万代南梦宫娱乐的街机部门，并更名为“万代南梦宫游乐”。公司以实景游乐为主营范围，企业标志也更改为万代南梦宫控股旗下企业的共同标志[2][3][4]。
  - 10月：成立了新公司“万代南梦宫游乐实验室（日语：バンダイナムコアミューズメントラボ）”，主要研究、策划并开发使用VR等最新技术的街机。该公司吸收了万代南梦宫工作室（日语：バンダイナムコスタジオ）的部分业务，包括业务规划、软件和硬件开发、网络开发和运营等，以重构公司。
  - 10月25日：万代南梦宫游乐、世嘉和科樂美3家公司联合开发的通用IC卡平台“Amusement IC”开始服务[5][6][7]。
- 2019年
  - 4月1日：总部合并搬迁到位于港区芝浦的住友不动产田町站前的大楼[8]。
- 2025年
  - 4月1日 - Pleasure Cast併入万代南梦宫游乐[9]。此外，万代南梦宫体验（日语：バンダイナムコエクスペリエンス）（同年2月14日成立）同日通過吸收分割成為萬代南夢宮控股的子公司，負責遊樂部門的管理以及設施和商業設備內容的規劃和銷售，而万代南梦宫游乐與提供街機遊戲相關售後服務的万代南梦宫铁三角（日语：バンダイナムコテクニカ）（原万代南梦宫游乐的子公司）共同成為万代南梦宫体验旗下子公司。現時万代南梦宫游乐為專門負責遊樂設備和主題公園管理的公司[10]。